# Quadrangle Diacria
El quadrangle de Diacria és un dels 30 mapes quadrangulars de Mart utilitzats pel Programa de Recerca en Astrogeologia del Servei Geològic dels Estats Units (USGS). El quadrangle de Diacria també es coneix com MC-2 (Carta de Mart-2). Està situat en la part nord-oest de l'hemisferi occidental de Mart i cobreix entre els 180° i 240° de longitud est (120° i 180° de longitud oest) i entre els 30° i 65° de latitud nord. Utilitza una projecció cònica conforme de Lambert a una escala nominal de 1:5.000.000 (1:5M). El quadrilàter de Diacria cobreix parts d'Arcadia Planitia i Amazonis Planitia.
Les fronteres sud i nord del quadrangle de Diacria tenen aproximadament 3.065 km i 1.500 km d'ample, respectivament. La distància de nord a sud és d'uns 2.050 km (una mica menys que la longitud de Groenlàndia). El quadrilàter cobreix una àrea aproximada de 4,9 milions de km², o una mica més del 3% de la superfície de Mart. El lloc d'aterratge de la sonda Phoenix Mars Lander (68,22° N, 234,25° I) s'hi troba a uns 186 km al nord del sector nord-est del quadrangle. El paisatge vist pel mòdul d'aterratge Phoenix és probablement representatiu d'una gran porció del terreny de la zona nord del quadrilàter de Diacria.